# Bromus lanceolatus
Bromus lanceolatus é uma espécie de planta com flor pertencente à família Poaceae.
A autoridade científica da espécie é Roth, tendo sido publicada em Catalecta Botanica e, 1797.

## Distribuição
Sua distribuição natural é ao longo do continente da África e Eurásia; foi registrada como introduzida nos Estados Unidos, Austrália e Bélgica.
Trata-se de uma espécie presente no território de Portugal, no Arquipélago da Madeira.

## Descrição
B. lanceolatus é uma planta de ciclo anual. Atinge entre meio e um metro de altura, com caules eretos.
As hastes são delgadas, sem pelos, com seus nós distantes mais felpudos do que as bainhas das folhas. As folhas simples têm lâminas foliares em torno de 15 cm e têm uma membrana nas bordas. A panícula é terminal e estreita, com cerca de dez centímetros de comprimento e vários pés pequenos, cada um com mais de um centímetro de comprimento e cerca de doze flores; a aresta é reta antes da fertilização e depois se desvia, e tem quatro a cinco linhas de comprimento.